# Canthon ornatus
Canthon ornatus är en skalbaggsart som beskrevs av Ludwig Redtenbacher 1867. Canthon ornatus ingår i släktet Canthon och familjen bladhorningar.

## Underarter
Arten delas in i följande underarter:
- C. o. bipunctatus
- C. o. thoracicus